# Bolboleaus ingens
Bolboleaus ingens är en skalbaggsart som beskrevs av Macleay 1888. Bolboleaus ingens ingår i släktet Bolboleaus och familjen Bolboceratidae. Inga underarter finns listade.